# Retignano

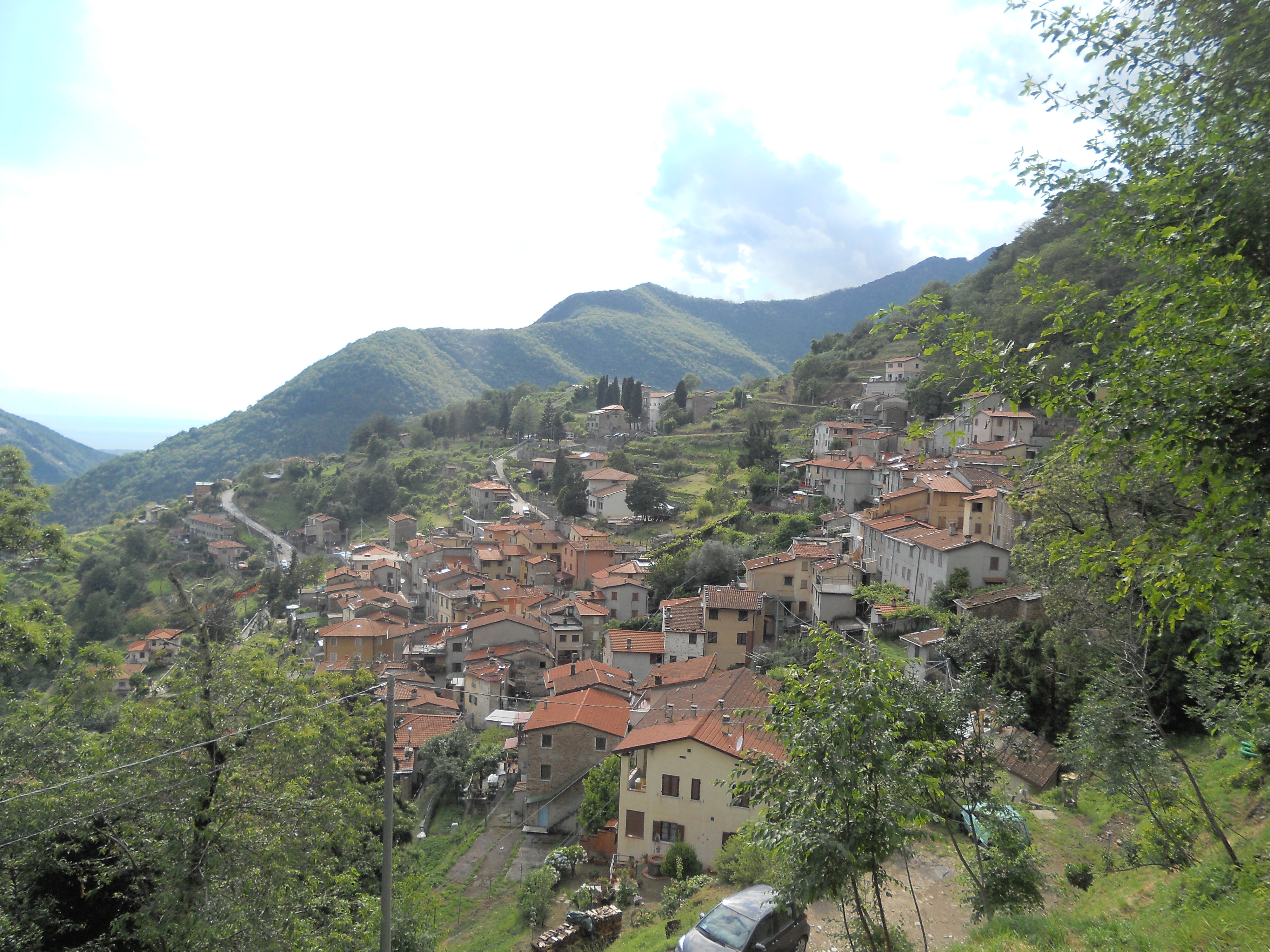
Panorama

Retignano là một ngôi làng nằm trong thành phố Stazzema, tỉnh Lucca, Tuscany, nước Ý. Khu làng này trước thuộc về Liguri Apuani, một cộng đồng nhỏ những người tới từ phía bắc châu Âu. Vào năm 177 trước Công Nguyên, nó bị chiếm đóng bởi đế chế La Mã, trở thành một trong những khu làng La Mã hưng thịnh và phát triển nhất trên dãy núi Apuan Alps. Mục đích sử dụng chính của khu làng này là để làm nơi trú ẩn, phòng khi bị tấn công ởơ đường biển, bởi nó được bao bọc khỏi sự tấn công từ phía biển và là vị trí chiến lược với nguồn cung cấp gỗ, vật liệu, đá hoa cương dồi dào. Sau một thời gian độc lập trong vài thế kỷ dưới hình thức "đô thị nhỏ", Thái Công Pietro Leopoldo bỏ hình thức này, sáp nhập ngôi làng dưới sự quản lý của tỉnh Lucca vào năm 1776. Retignano phát triển trở lại vào nửa sau của thế kỷ 19 nhờ mở cửa mỏ đá hoa cương, khai thác loại đá quý "bardiglio fiorito", được người Anh rất ưa chuộng, và cũng là người tài trợ cho dự án đó.
Trong khoảng thời gian giữa hai cuộc chiến tranh thế giới, dân số của ngôi làng bị giảm đáng kể, bởi phần đông số dân di cư tới những thành phố lớn hoặc nước ngoài, nhất là Mỹ và Ác-hen-ti-na. Sau khi bị chiếm đóng bởi quân Đức, bị lợi dụng vị trí trọng điểm, ngôi làng được "chiếm lại" bởi quân lính Mỹ, người đặt căn cứ quân sự trong giai đoạn tiến đánh ngay tại đường Gothic.